# Dumhed
 Der er for få eller ingen kildehenvisninger i denne artikel, hvilket er et problem. Du kan hjælpe ved at angive troværdige kilder til de påstande, som fremføres i artiklen.

Dumhed er enten en betegnelse for mangelfuld intelligens eller uovervejede handlinger.
En dum person er den almindelige betegnelse for folk, der har en lav intelligens eller en nedsat intelligens eller opfører sig uovervejet. Betegnelsen kan både tillægges et individ (X er dum) og vedkommendes handlinger, ord eller overbevisninger (X's udtalelser er dumme).
Betegnelsen dum bruges også sommetider om uvidenhed.

## Begrebet
Det danske ord dumhed kommer fra det oldnordiske dumbr, der betyder mangelfuld evne til at forstå ting eller at opføre sig som om man mangler evnen.
Det oldtyske dumm betyder uvidenhed eller mangel på forstand.
Dumhed bruges sommetider synonymt med ordet stupiditet, der kommer fra de latinske ord stupere og stupor, der betyder følelsesløshed eller bevidstløs reageren.

## Filosofi og kultur
Jeg er kun sikker på to ting: universets uendelighed og menneskets dumhed. Og dog er jeg ikke så sikker på det med universet.
Mod dumhed kæmper selv guderne forgæves.
Dumhed har været et hyppigt tema i filosofien. Den græske filosof Theofrastos definerede dumhed som sløvhed i tale eller handling.
Den amerikanske økonom Carlo Cipolla hævder, at menneskelig dumhed er en drivkraft i historien. Den findes helt ind i den politiske ledelse, men kan analyseres og bekæmpes. Den amerikanske forfatter Charles Pierce hævder tilsvarende, at dumhed og idioti er blevet fremherskende i det amerikanske samfund.
Den tyske hjerneforsker Ernst Pöppel har hævdet, at nutidens mennesker bliver præget af tiltagende uvidenhed trods den øgede mængde af information.
Når en person 'spiller dum', går det ud på at more sig sammen med andre over sin egen kluntethed og dumhed. Personen opnår herved den fordel at sænke andres forventninger til vedkommende, som derved kan slippe for at påtage sig ansvar og udføre opgaver, men dog stadig vil kunne klare sig igennem, ligesom 'yngste søn'-figuren kendt fra eventyr, fx H.C. Andersens Klods-Hans.
Inden for psykologi er projektioner blevet beskrevet som en hindring for at lære noget nyt, hvilket hos den som projicerer medfører en slags pseudo-dumhed.
Det hævdes, at en stor del af det man normalt betegner som tåbeligheder nærmere er en slags svaghed, som skyldes hæmninger, idet enhver begavelse begynder at vise svaghedstegn, når den modarbejdes ud fra følelsesmæssige bevæggrunde. I visse situationer kan folk blive gjort dummere, nemlig når de ikke ønsker at indse ting, som ville kunne fremkalde frygt eller skyldfølelse, eller bringe dem psykisk ud af balance.
Omvendt har Doris Lessing et sted skrevet, at "de største fjolser findes blandt fremtrædende intellektuelle, som besidder en slags begavet dumhed, der stammer fra en fremelsket tankevirksomhed, men som ingen tegn viser på erfaring".
Selv om det ikke i alle tilfælde er entydigt, om der refereres til dumhed eller blot uvidenhed, så har psykologerne David Dunning og Justin Krugers afhandling om forholdet mellem kompetencer inden for et felt og samme individs evne til at erkende især manglende ekspertise på feltet, kendt som Dunning-Kruger-effekten, fundet stadigt større anvendelse i vores moderne verdens diskurs, selv om fænomenet var kendt allerede før Dunning og Kruger udgav deres afhandling. Til eksempel citeres filosoffen Bertrand Russel for at have sagt: ""The fundamental cause of the trouble is that in the modern world the stupid are cocksure while the intelligent are full of doubt."

### I film
Stupidity er en film fra 2003 instrueret af Albert Nerenberg. Her analyseres eksempler på dumhed i vore dages samfund og medieverden, og filmen undersøger tendensen til, at forsætlig uvidenhed i stigende grad er blevet en strategi til at opnå succes inden for politik og kulturliv.
Idiocracy er en film fra 2006 instrueret af Mike Judge. Den foregår 500 år ude i fremtiden, hvor en normalt begavet person, der i vor tid blev frosset ned, tør op og vågner i et dystopisk USA. Her er menneskene helt afhængige af teknologi, som deres forfædre udviklede, men som de ikke længere selv forstår at vedligeholde, fordi de er sunket ned i en tilstand af dumhed svarende til vor tids udviklingshæmmede. Det går op for den optøede mand, at han faktisk nu er den klogeste mand i verden. Amerikanerne er blevet så dumme, at man står over for hungersnød og samfundets kollaps, og ifølge en filmanmeldelse "ledsages hvert grin over filmen af en foruroligende fornemmelse af, at filmens bud på menneskehedens fremtid måske ikke er skudt helt ved siden af".

## Fordummelse
Dumhed er noget der kan læres, og man kan blive opdraget til dumhed, såkaldt fordummelse, fx hvis man videregives fordomme eller udsættes for gruppetænkning fra grupper eller medier, eller manglende tilskyndelse og inspiration fra andre (voksne) personer. Her spiller graden af sprogbeherskelse en væsentlig rolle: uovervejet brug af floskler eller eufemismer nedsætter en persons dømmekraft. Desuden kan overdreven sansepåvirkning hæmme de kognitive færdigheder og nedsætte dømmekraften, og især børns store forbrug af sanseindtryksfyldte medier kan føre til hvad er beskrevet som digital demens. Trangen til at bruge tid på underholdning, på bekostning af mere alvorlige emner, anses også som en årsag til fordummelse, og på grund af fjernsynet er de kloge nu for første gang i historien blevet misundelige på de dumme.